# Circonscription de Tikur Inchené
La circonscription de Tikur Inchené est une des 177 circonscriptions législatives de l'État fédéré Oromia, elle se situe dans la Zone Sud-ouest Shoa. Son représentant actuel est Berecha Ture Neda.